# Giuseppe Bardelli
Giuseppe Bardelli (Sedriano, 8 aprile 1837 – Milano, 1º marzo 1908) è stato un matematico e politico italiano.

## Biografia
Conseguì la laurea in Ingegneria a Pavia nel 1859; dal 1871 al 1907 fu preside dell'Istituto tecnico "C. Cattaneo" di Milano. Ricoprì l'incarico di docente di Meccanica razionale al Politecnico di Milano.
S'interessò principalmente di statica, scrivendo una trentina di opere sulla materia.
Ricoprì alcune cariche all'interno degli Enti locali: fu, tra l'altro, sindaco di Sedriano e assessore del comune di Milano, città quest'ultima che gli ha dedicato una via.